# Seznam krajev Unescove svetovne dediščine v Vietnamu
Svetovna dediščina Organizacije Združenih narodov za izobraževanje, znanost in kulturo (UNESCO) je pomembna za kulturno ali naravno dediščino, kot je opisano v Unescovi konvenciji o svetovni dediščini, ustanovljeni leta 1972. Vietnam je konvencijo sprejel 19. oktobra 1987, zaradi česar so njegova naravna in kulturna območja upravičena do vključitve na seznam. Od leta 2021 je v Vietnamu osem območij svetovne dediščine, vključno s petimi kulturnimi, dvema naravnima in enim mešanim. Vietnam ima drugo največje število območij svetovne dediščine v jugovzhodni Aziji, za Indonezijo z devetimi območji.
Kompleks spomenikov Huế je bil prvo mesto v Vietnamu, ki je bilo vpisano na seznam na 17. zasedanju Odbora za svetovno dediščino, ki je potekalo v Kolumbiji leta 1993. Dve kulturni znamenitosti iz Quảng Nam sta bili uvrščeni leta 1999: starodavno mesto Hội An in svetišče Mỹ Sơn. Zaliv Ha Long in Narodni park Phong Nha-Ke Bang sta bila leta 1994 oziroma 2003 uvrščena na seznam naravnih območij, preden ju je Odbor za svetovno dediščino leta 2000 in 2015 razširil glede meril za izjemne geološke in geomorfološke vrednosti.[a][ b] Osrednji sektor cesarske citadele Thăng Long je bil vpisan leta 2010, kar sovpada z tisočletnico prestolnice Thăng Long. Nazadnje dodano mesto je bil Slikovit krajinski kompleks Tràng An leta 2016, prvo mešano mesto v jugovzhodni Aziji.
Po prepoznavnosti so mesta postala priljubljene turistične atrakcije. Prav tako veljajo za gonilo rasti turizma v državi. Po podatkih Ministrstva za kulturo, šport in turizem je bil Tràng An najbolj priljubljena svetovna dediščina v Vietnamu, privabil je več kot 6 milijonov obiskovalcev in samo v letu 2019 zbral 867,5 milijona VND. Poleg svojih območij svetovne dediščine ima Vietnam na svojem poskusnem seznamu še sedem posesti.

## Predmeti svetovne dediščine
Unesco navaja območja po desetih merilih; vsaka prijava mora izpolnjevati vsaj enega od kriterijev. Kriteriji od i do vi so kulturni, od vii do x pa naravni.
| Naziv                                                               | Slika                                                                | Lega v občini)                              | Leto vpisa | UNESCO kriteriji                     | Opis |
| ------------------------------------------------------------------- | -------------------------------------------------------------------- | ------------------------------------------- | ---------- | ------------------------------------ | --- |
| Central sektor cesarske citadele Thăng Long                         | Vrata Đoan Môn cesarske citadele Thăng Long leta 2015                | Hanoj                                       | 2010       | 1328; (ii), (iii), (vi) (kulturno)   | Cesarska citadela, ki jo je v 11. stoletju zgradila dinastija Lý, vsebuje stavbe, ki so vzporedne z arhitekturo poznega 19. stoletja in kulturo jugovzhodne Azije. Mesto je imelo pomembno vlogo v regionalni politični moči Đại Việta skoraj 13. stoletij. |
| Citadela dinastije Hồ                                               | Južna vrata gradu Tay Do, zgradba v citadeli dinastije Hồ, leta 2008 | Thanh Hóa                                   | 2011       | 1358; (ii), (iv) (kulturno)          | Dinastija Hồ je leta 1397 zgradila citadele, ki ležijo med rekama Mã in Bưởi. Stran prikazuje koncept kraljeve moči, nove trende v tehnologiji in trgovini v cesarskem mestu. Njegova konstrukcija je prilagodila konfucijansko filozofijo primarno budistični kulturi.                                                                                        |
| Kompleks spomenikov Huế                                             | Južna vrata cesarskega mesta Huế leta 2017                           | Huế                                         | 1993       | 678; (iv) (kulturno)                 | Kompleks spomenikov Huế leži v in okolici mesta Huế, nekdanje cesarske prestolnice Vietnama pod dinastijo Nguyễn. Kljub posledicam treh vojn je mesto dobro ohranjeno in ostaja izjemna zgradba iz 19. stoletja. |
| Zaliv Ha Long                                                       | Zaliv Ha Long leta 2008                                              | Quảng Ninh                                  | 1994       | 672; (vii), (viii) (naravna)         | Zaliv Ha Long ima več kot 1600 kraških apnenčastih stebrov in otočkov različnih oblik in velikosti, ki so nastali v toplem in mokrem tropskem podnebju. Apnenčasti monolitni otoki se dvigajo iz oceana, pokriti z gosto džungelsko vegetacijo. Več otokov je votlih, kar ustvarja ogromne jame                                                                |
| Staro mesto Hội An                                                  | Hiše z majhnimi trgovinami v Hội Anu leta 2020                       | Quảng Nam                                   | 1999       | 948; (ii), (v) (kulturno)            | Starodavno mesto Hội An, ki je blizu izliva reke Thu Bồn, obsega stavbe z lesenimi okvirji, ki vključujejo arhitekturne spomenike, odprto tržnico in trajektno pristanišče. Njegova arhitektura odseva mešanico avtohtonih in tujih vplivov kitajske, japonske in evropske kulture. Je primer trgovskega pristanišča jugovzhodne Azije iz 15. do 19. stoletja. |
| Svetišče Mỹ Sơn                                                     | Svetišče Mỹ Sơn leta 2019                                            | Quảng Nam                                   | 1999       | 949; (ii), (iii) (kulturno)          | Mỹ Sơn je skupina zapuščenih in delno porušenih hindujskih templjev, ki so jih med 4. in 13. stoletjem zgradili kralji Champa. Templji so posvečeni čaščenju hindujskega božanstva Šive. Lokacija odraža duhovno in politično življenje v kraljestvu Champa.                                                                                                   |
| Narodni park Phong Nha-Ke Bang                                      | Jama v narodnem parku Phong Nha-Kẻ Bàng leta 2007                    | Quảng Bình                                  | 2003       | 951; (viii), (ix), (x) (naravno)     | Phong Nha – Kẻ Bàng leži sredi Annamitskega gorovja in na zahodu meji z narodnim parkom Hin Namno v Laosu. Phong Nha – Kẻ Bàng ima raznolik apnenčast kraški ekosistem, ki vsebuje kopenske in vodne habitate, gozdove, savane in velike jame. Jama Sơn Đoòng velja za največji naravni jamski prehod na svetu.                                                |
| Slikovit krajinski kompleks Tràng An                                | Dolina Tam Cốc Rice v kompleksu Tràng An leta 2013                   | Ninh Bình                                   | 2016       | 1438bis; (v), (vii), (viii) (mešano) | Slikovito območje Tràng An je na južnem robu delte Rdeče reke. Vsebuje apnenčaste kraške vrhove z dolinami. Obstajajo arheološke sledi človekovega delovanja več kot 30.000 let, ki segajo v neolitik in bronasto dobo. Hoa Lư je bila starodavna prestolnica Vietnama, ustanovljena v 10. in 11. stoletju.                                                    |
| Yen Tu-Vinh Nghiem-Con Son, kompleks spomenikov in krajine Kiep Bac | Yen Tu in 2020                                                       | Province Quảng Ninh, Bắc Giang in Hải Dương | 2025       | 1732; iii, vi (kulturno)             | Dediščina je vrsta spomenikov in pokrajin, ki so v gorovju Đông Triều. To je domovina dinastije Trần dinastije Đại Việt v 13. in 14. stoletju ter dežela prednikov zen budizma Trúc Lâm. To območje je znano po svojih pokrajinah in zgodovinsko-kulturnih relikvijah. Dediščina obsega več območij z relikvijami, pagodami in templji.                        |

## Poskusni seznam
Poleg območij, vpisanih na seznam svetovne dediščine, lahko države članice vodijo seznam začasnih območij, ki jih lahko upoštevajo pri nominaciji. Nominacije za seznam svetovne dediščine so sprejete le, če je bilo območje predhodno uvrščeno na poskusni seznam. Od leta 2021 je Vietnam zabeležil sedem območij na svojem poskusnem seznamu.
| Naziv                                                        | Slika                                                   | Lega v občini)                           | Leto vpisa | UNESCO kriteriji                         | Opis |
| ------------------------------------------------------------ | ------------------------------------------------------- | ---------------------------------------- | ---------- | ---------------------------------------- | --- |
| Območje starih vklesanih skal v kraju Sa Pa                  | Eden od vgraviranih kamnov Sa pa leta 2011              | Lào Cai                                  | 1997       | 959; (mešano)                            | Na tem mestu je več kot 200 kamnov in megalitov, vklesanih z različnimi podobami in zapletenimi oblikami. Videti je mogoče podobe gora, hribov in polj, pa tudi sledove treh vrst pisav: piktograme Han Kitajcev, talismane etničnih skupin Tày in Dao |
| Ba Bể – območje naravne dediščine Na Hang                    | Jezero Ba Bể, 2014                                      | provinca Tuyên Quang in provinca Bắc Kạn | 2017       | 6262; (vii), (x) (naravno)               | Območje naravne dediščine Ba Bể – Na Hang pokrivajo pragozdovi na apnenčastih gorah z raznoliko favno in floro. Kraške gore obdajajo reke Gâm, reke Năng in jezero Ba Bể. Številne jame obstajajo že več kot 10.000 let. Nominirano območje je sestavljeno iz štirih glavnih delov: narodnega parka Ba Bể, naravnega rezervata Nam Xuân Lạc, naravnega rezervata Na Hang in zaščitenega gozda Lâm Bình |
| Narodni park Cát Tiên                                        | Vodni bivoli v narodnem parku Cát Tiên leta 2008        | provinca Đồng Nai                        | 2006       | 5070; (vii), (ix), (x) (naravno)         | Narodni park Cát Tiên je naravni vir s številnimi redkimi in endemičnim živalim in rastlinam. Je del kompleksa vlažnih tropskih gozdov in eden redkih naravnih gozdov, ki so ostali v Vietnamu. Narodni park aktivno sodeluje pri nadzoru poplav in ščiti vodni vir Trị An Dam |
| Jama Con Moong                                               | —                                                       | provinca Thanh Hóa                       | 2006       | 5072; (kulturno)                         | Najdišče, ki se nahaja znotraj narodnega parka Cúc Phương, so arheologi izkopali leta 1976. Kraj vsebuje kulturne sledi prebivalcev kultur Sơn Vì, Hòa Bình in Bắc Sơn, kjer so ljudje neprekinjeno prebivali pred 13.000–7000 leti. Arheološko najdišče je sestavljeno iz 10 različnih plasti zemlje.                                                                                                 |
| Zaliv Ha Long – Arhipelag Cát Bà                             | Pogled z vrha Ngu Lam v narodnem parku Cat Ba leta 2003 | provinca Quảng Ninh in Hải Phòng         | 2017       | 6177; (vii), (viii), (ix), (x) (naravno) | Zaliv Hạ Long je Unesco leta 1994 in 2000 dvakrat priznal kot območje svetovne naravne dediščine. Leta 2017 je bil arhipelag Cát Bà predložen kot razširitev zaliva Hạ Long. Obe lokaciji sta središči visoke biotske raznovrstnosti z več kot 700 apnenčastimi gorami in otočki. |
| Kompleks naravnih lepot in zgodovinskih spomenikov Hương Sơn | Eno od jamskih romarskih krajev v coni.                 | Hanoj                                    | 1991       | 960; (mešano)                            | To območje je pomembno ekološko območje in kulturno območje z arheološkimi najdišči, starimi 10.000 let in geološkimi formacijami, starimi 200 milijonov let. Vsako leto poteka festival Dišeče pagode, ki se ga udeleži več sto tisoč ljudi. Kompleks Hương Sơn sestavljajo tri skupine templjev: skupina Hương Tích, skupina Long Vân in skupina pagod Tuyết                                         |